# Crucifix de Sant'Eustorgio

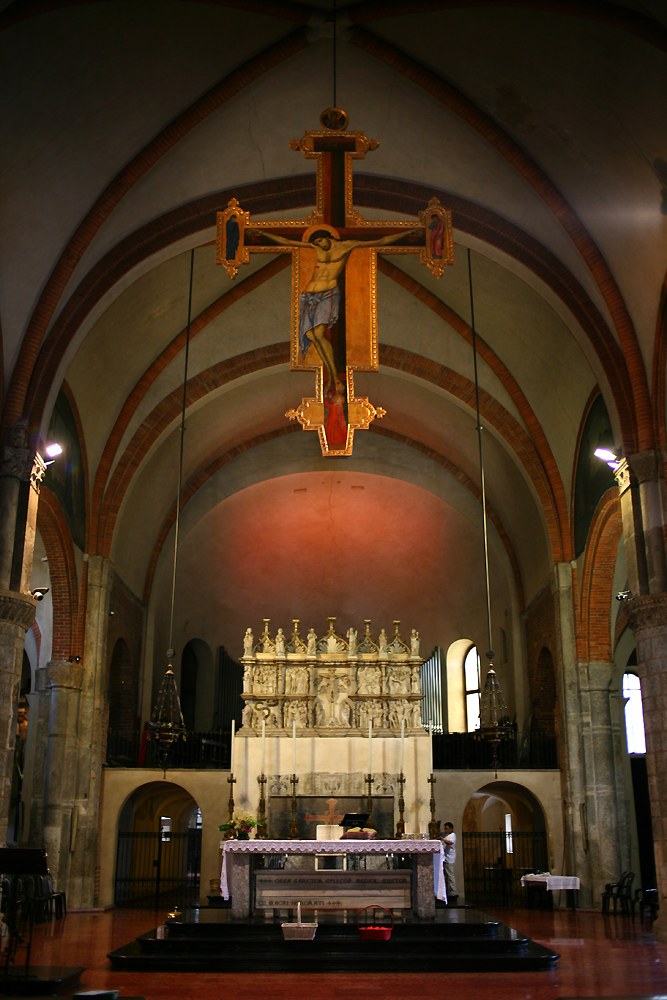
Le crucifix au-dessus du maître-autel.

Le crucifix de Sant’Eustorgio est une croix peinte a tempera, réalisée vers 1288, représentant une synthèse visuelle de la Crucifixion, Jésus-Christ mort sur la croix (Christus patiens) accompagné de personnages secondaires sur les tabelloni. Le peintre serait un maître vénéto-byzantin anonyme. L’objet est exposé dans la nef de la basilique Sant’Eustorgio, à Milan.

## Histoire
Le crucifix peint de Sant’Eustorgio, parfois désigné comme crucifix du Maestro della Cappella Dotto, ou encore de Fra Gabio,  est mentionné par le chroniqueur milanais Galvano Fiamma, qui signale dans les années 1330 que l’œuvre a fait son entrée dans l’église dominicaine de Sant’Eustorgio, à Milan, en 1288. Il associe à la commande le nom d’un certain « fra » (frère) Gabriel Cremonensis, par ailleurs inconnu, et dont le rôle exact dans le projet n’est pas précisé. La croix fut très probablement installée dans un premier temps au sommet du jubé ou tramezzo de l’édifice, pour faire face aux fidèles rassemblés dans la nef. À une date indéterminée, elle fut retirée du dispositif (lui-même démantelé au XVIe siècle), et déplacée par la suite dans différentes chapelles latérales : durant la première moitié du XXe siècle elle se trouvait dans la chapelle dédiée à saint Vincent Ferrier (San Vincenzo Ferreri) ; puis, dans les années 1950 ou 1960, elle fut déplacée dans la chapelle originellement dédiée à saint Thomas d’Aquin (appelée aujourd'hui « Viscontea »), pour des raisons de visibilité. Depuis 2006, elle se trouve suspendue à la voûte de la nef en avant de l’actuel autel majeur, localisation proche de son emplacement d'origine. Elle n’a, a priori, jamais quitté l’édifice.

## Restaurations et interventions
- Ajout probable d’une figure de Marie Madeleine au bas de la croix : seconde moitié du XIVe  ou début du XVe siècle, dans la seconde hypothèse au moment de la construction d’un nouveau jubé en marbre[7].

- Trois restaurations successives au XIXe siècle, en 1818, 1864 et 1870[8]. Celle de 1870, exécutée par le peintre Agostino Caironi (1820-1907), consiste en une ré-élaboration complète de la surface peinte, en « réinventant » le sommet de la tête, l’auréole et la couronne d’épines, ainsi que les pieds et le visage de la Vierge ; le fond doré est repeint en bleu azur.

- En 1975 est menée une restauration visant à restaurer l’aspect originel de la croix à l’aide de techniques d’analyse modernes, effectuée par Pinin Brambilla Barcilon, connue pour sa restauration de La Cène de Léonard de Vinci à Milan[9].

- La dernière restauration est conduite en 2000 par Paola Zanolini, sous la responsabilité et avec les fonds de la Soprintendenza per i Beni Artistici, Storici ed Etnoantropologici di Milano.

## Description

### Iconographie
L’iconographie adoptée est celle du Christus patiens, originellement diffusée dans les régions soumises à l’influence byzantine et popularisée en Occident aux XIIIe et XIVe siècles par les ordres mendiants. Ceux-ci cherchent à renforcer visuellement l’importance du Saint-Sacrifice dans la liturgie, en mettant l’accent sur le sacrifice rédempteur à travers le caractère pathétique des souffrances du Christ. Toutefois le crucifix de Sant’Eustorgio se distingue des crucifix peints élaborés en Toscane ou Ombrie, notamment ceux de Giunta Pisano, par un pathos plus tempéré : le corps adopte une position moins arquée, la bouche est moins fortement incurvée vers le bas. Les proportions du corps et le modelé anatomique sont plus réalistes que dans les modèles de Giunta Pisano ou Cimabue ; le réalisme se signale aussi par des détails comme les mains partiellement recroquevillées. Les lignes verticales rouges visibles sur le périzonium christique relèvent en revanche d'un motif décoratif très couramment utilisé dans le contexte de la Crucifixion, en Orient comme en Occident, et ne doivent pas être confondues avec des épanchements sanglants.
Le support, en forme de croix latine potencée, comporte à chaque extrémité un panneau secondaire ou tabellone, de forme rectangulaire et terminé par un motif floral sculpté. On y retrouve des personnages secondaires :
- À gauche : Marie en pied, drapée dans son maphorion sombre, dans une posture de deuil,

- Dans la cimaise (panneau rectangulaire au sommet) : une inscription en grande partie effacée (probablement une titulature type IC XC, pour « IHCOYC XPICTOC », Jésus Christ en grec, et/ou INRI, abréviation latine signifiant "Jésus le Nazaréen, roi des Juifs"),

- Dans le clipeus ou tondo (médaillon sommital) : un ange en buste tenant un bâton et un globe crucifère (frappé d'une croix), probablement l’archange Michel[12],

- À droite : un saint Jean l’Evangéliste, en pied, dans une posture de deuil,

- En bas : Marie Madeleine, en pied, qui semble chercher à recueillir dans ses mains levées le sang s’écoulant des plaies aux pieds du Christ.

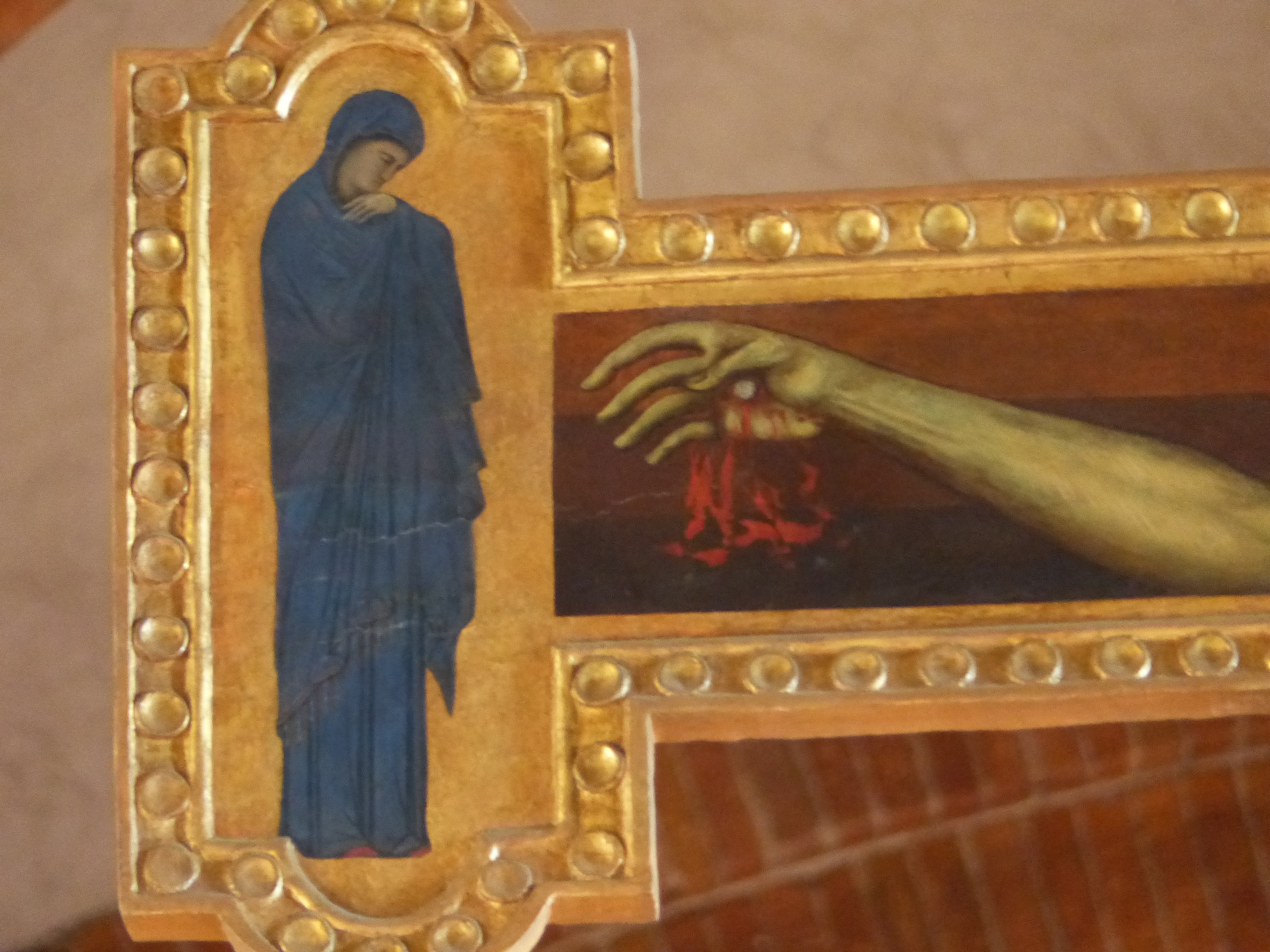
Avant-bras et main droite du Christ ; Vierge Marie.
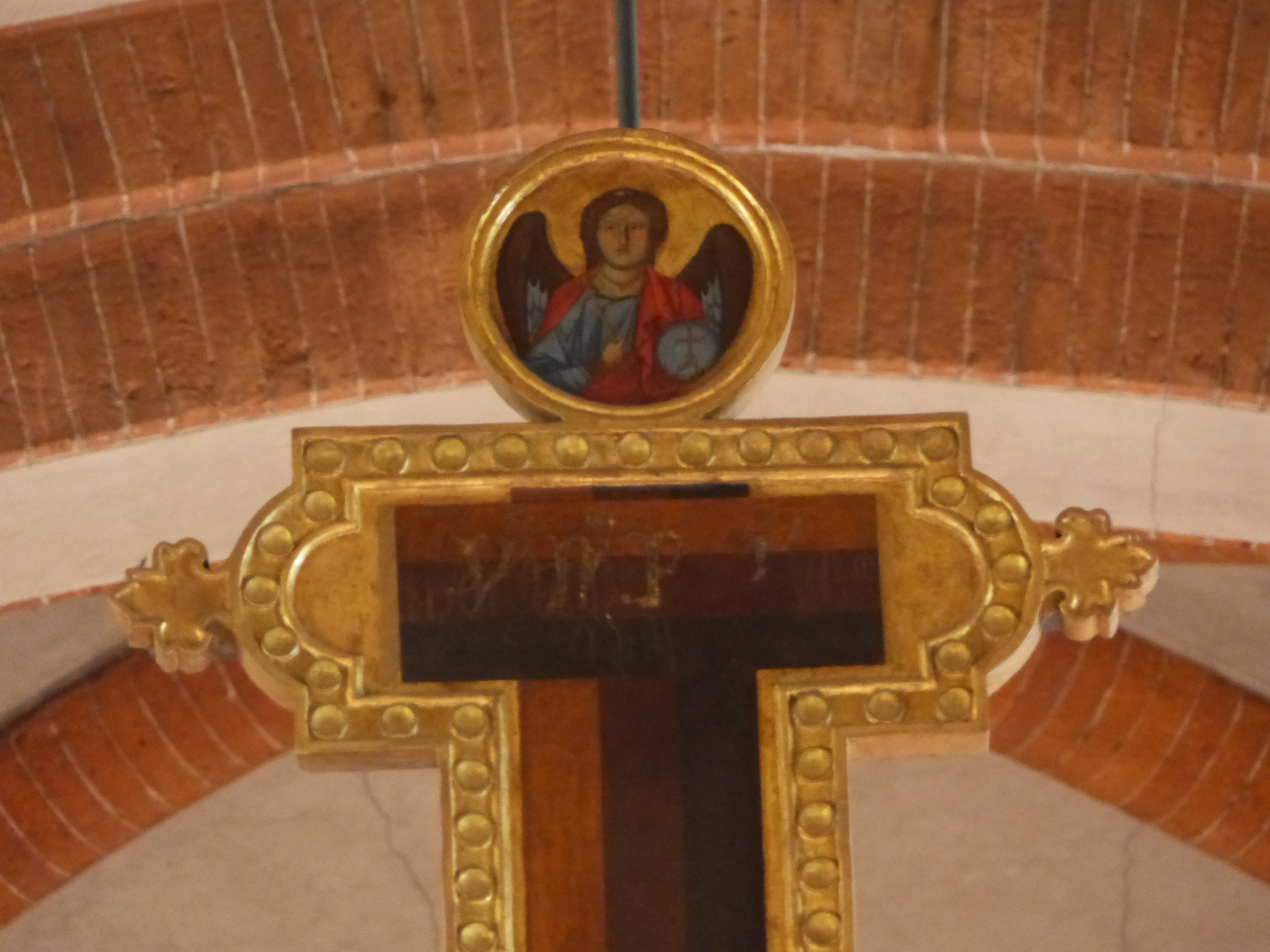
Cimaise et ange en médaillon.
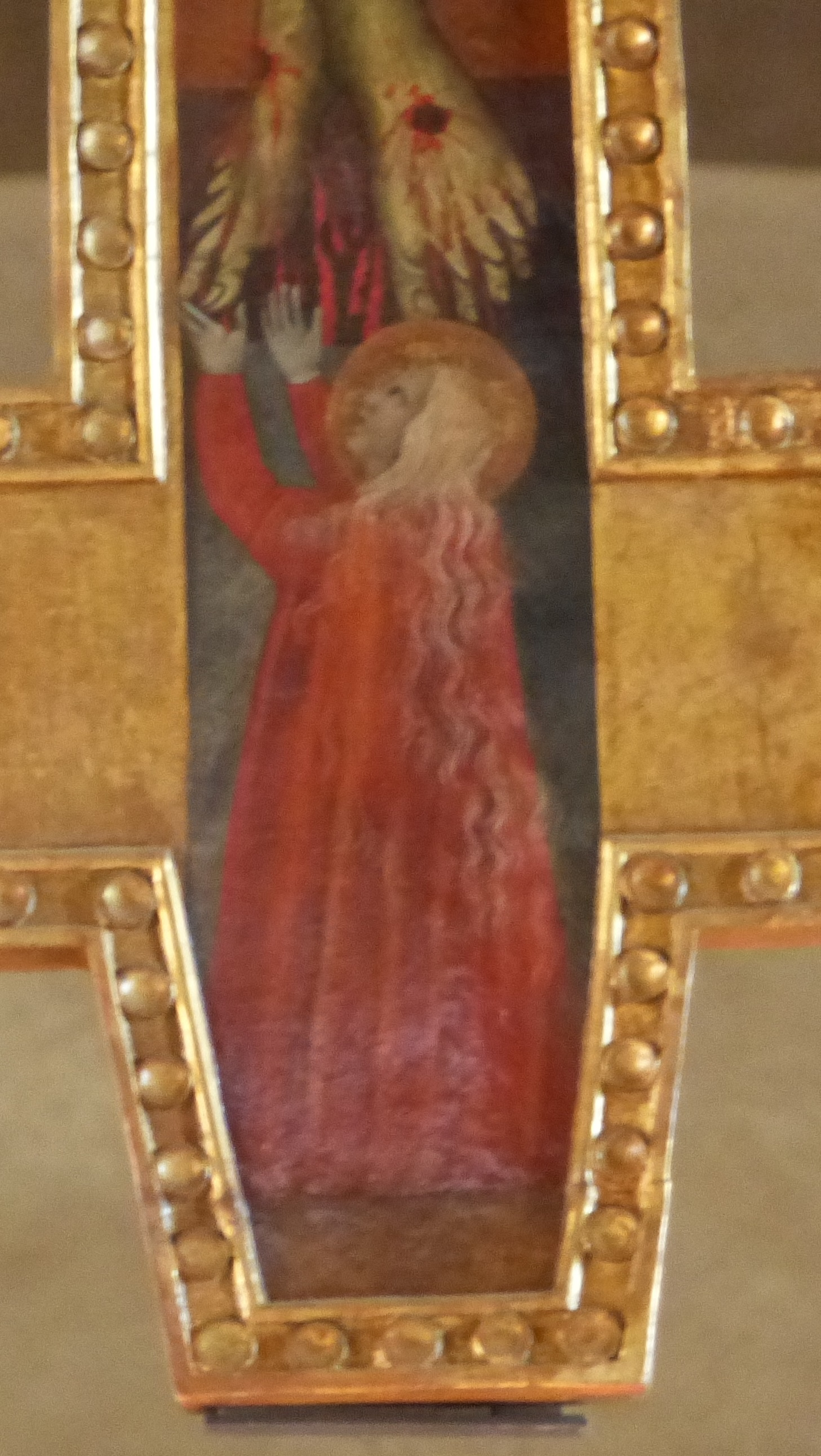
Marie Madeleine au pied de la croix.
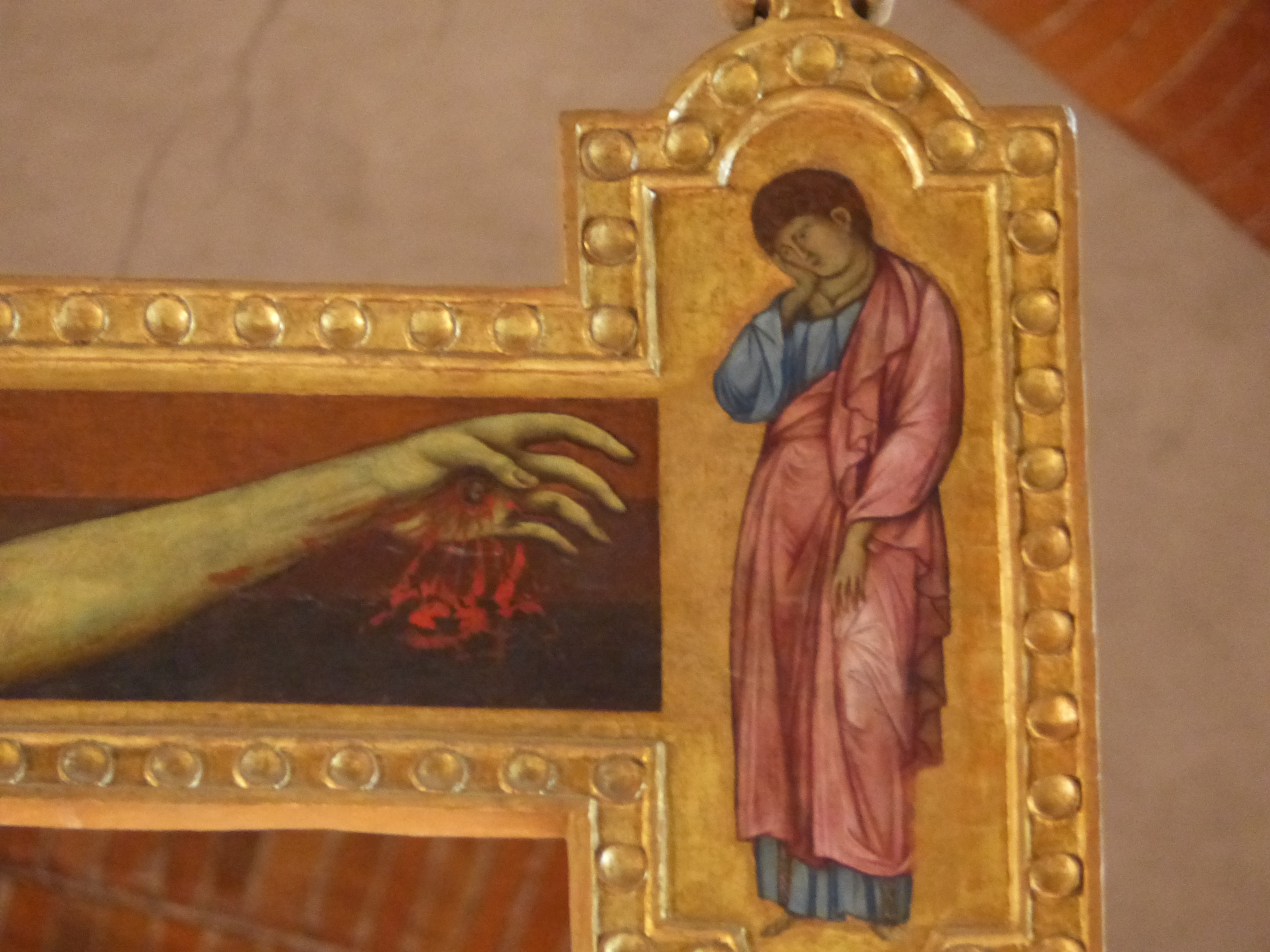
Avant-bras et main gauche du Christ ; saint Jean l'Evangéliste.

Les figures éplorées de saint Jean et de la Vierge sont traditionnellement associées dans l’art à la scène de la Crucifixion. L’ange quant à lui revêt une dimension eschatologique, similaire au rôle joué par les figures dites du « Christ Rédempteur » souvent peintes au sommet des croix médiévales italiennes : il est l’annonciateur du Royaume de Dieu, promis aux élus après le Jugement dernier grâce au sacrifice du Christ, mort sur la croix pour racheter les péchés de l’Homme. Même si l’identification à Gabriel – lequel joue à plusieurs reprises le rôle de messager de Dieu auprès des Hommes dans la Bible – pourrait être tentante, il semble que le culte de l’archange Michel et l’abondance de ses représentations en Orient comme en Occident en fassent le sujet probable de cette représentation. Le bâton tenu dans la main droite, semblable à un sceptre, parfois assimilé à une lance, est couramment associé à Michel au même titre que le globe crucifère.

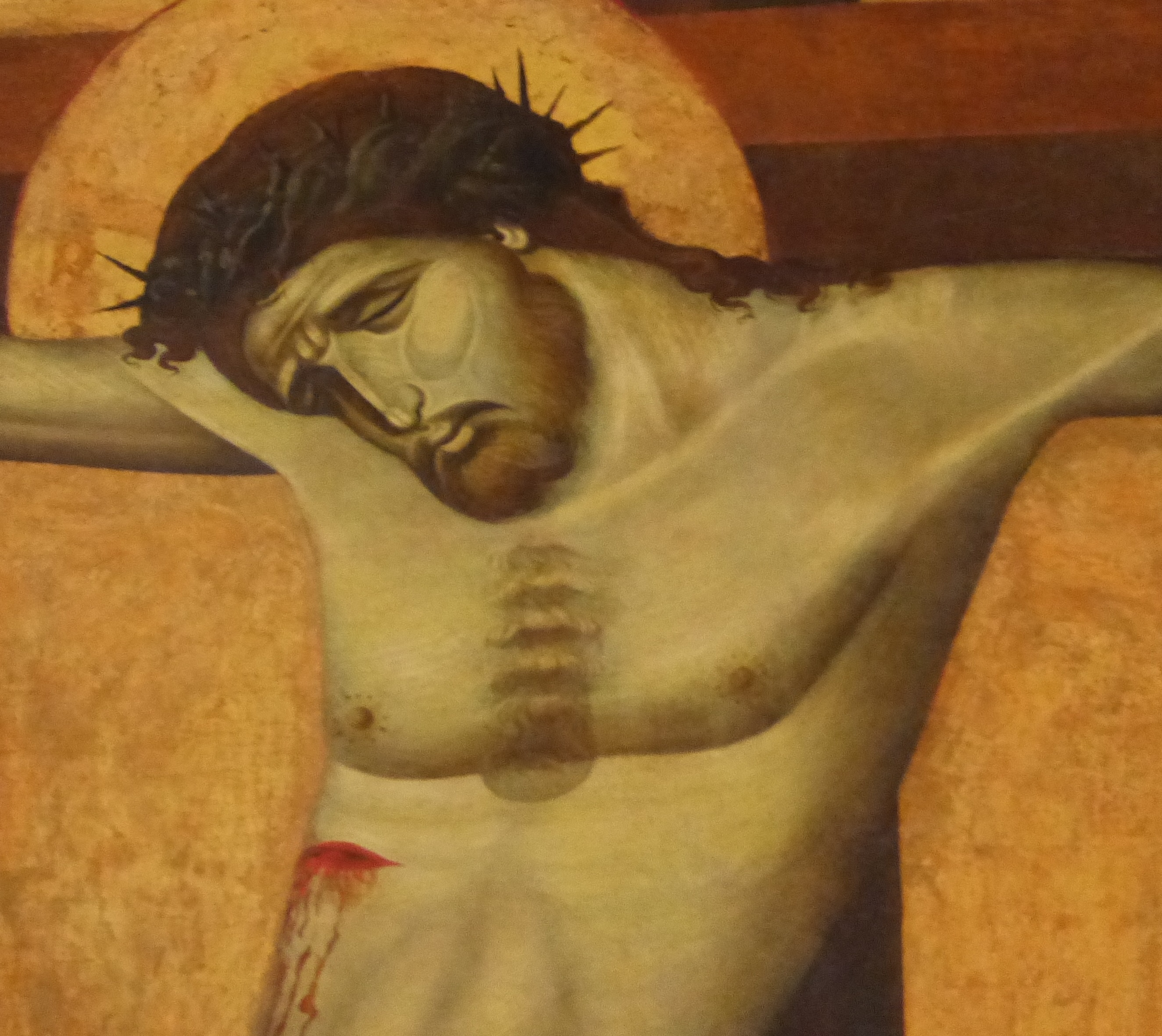
Détail du torse et de la tête du Christ.

La figure de Marie Madeleine située au bas de la croix est soupçonnée d’être un ajout tardif, de la seconde moitié du XIVe  ou du début du  XVe siècle. Le style et les proportions de ce personnage diffèrent en effet des autres figures. La tenue médiévale et la chevelure contrastent particulièrement avec les vêtements antiquisants de la Vierge éplorée, de saint Jean et de l’ange, qui conservent les canons iconographiques issus de l’art byzantin.

### Particularités stylistiques

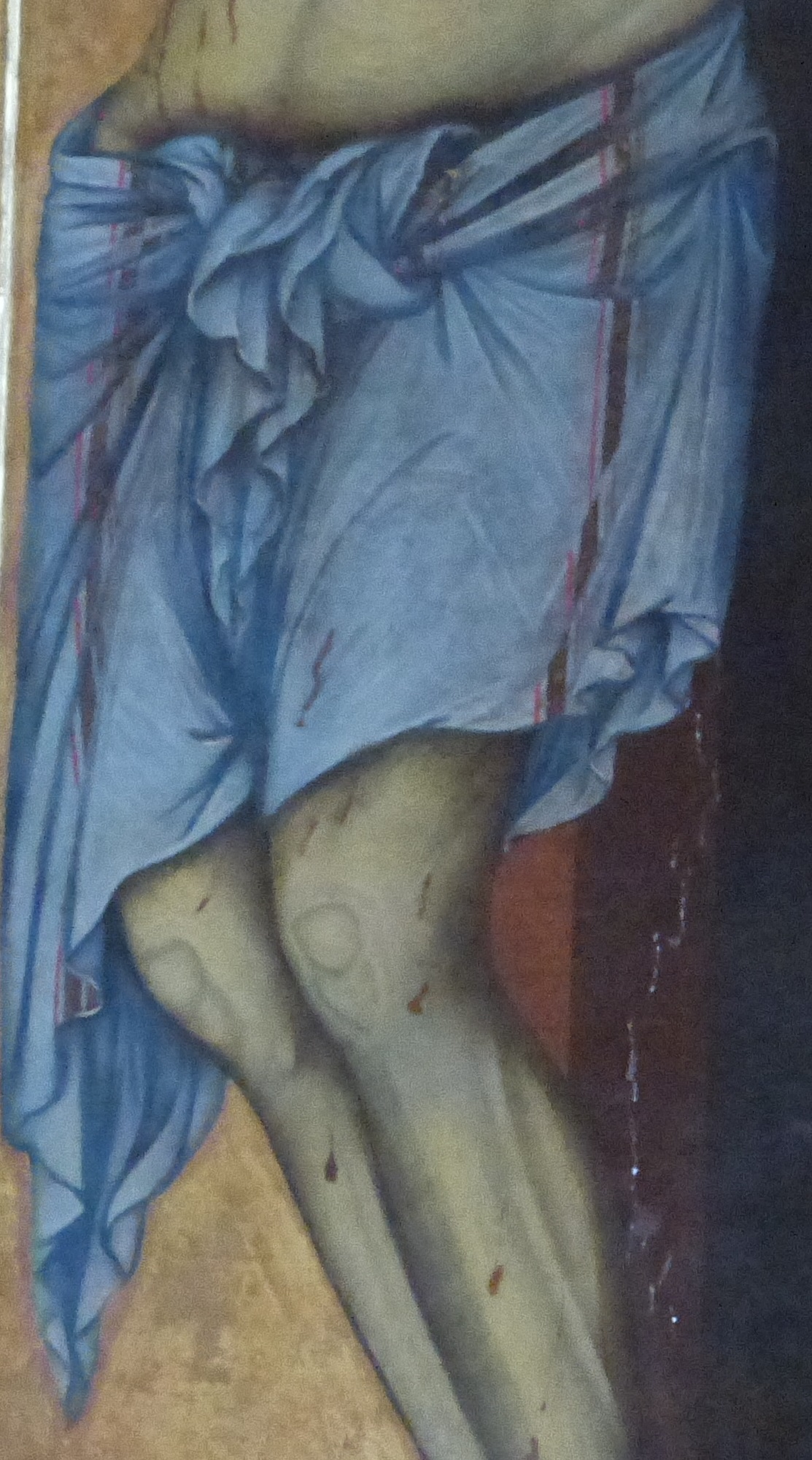
Périzonium du Christ.

Le crucifix de Sant'Eustorgio présente un mélange de caractères byzantins et italiens, et serait l’un des précurseurs du style vénitien en matière de croix peintes. La posture du corps reprend l’arc douloureux inventé par Giunta Pisano pour en accentuer le pathos (dans les crucifix parfois qualifiés de Christus dolens), mais la courbure est ici plus modérée. Le visage présente des caractères fortement byzantins, notamment les fosses creusant les joues émaciées du Christ.
L’anatomie reste partiellement schématique, mais plus réaliste que dans la plupart des modèles antérieurement à la diffusion des solutions de Giotto : le traitement de l’abdomen ou des membres, quoique fondé sur les schémas byzantins traditionnels, se distingue de ceux-ci, comme des modèles italiens, par le modelé adouci et le léger sfumato qui en atténue les lignes. De plus les articulations sont clairement marquées, et les membres ne se courbent pas de façon irréaliste comme dans beaucoup de croix italiennes du XIIIe siècle. Les muscles et les tendons qui parcourent les bras et les jambes sont traités au moyen d’un modelé subtil qui en accentue le naturalisme, délaissant là encore le schématisme graphique qui prévalait auparavant. 
L’effet de pesanteur du corps abandonné est signifié par la position de la tête et des épaules en deçà des mains clouées à la barre transversale de la croix, et par les genoux nettement pliés qui renforcent l’impression d’affaissement. Bien que la forme générale du périzonium évoque d’autres croix italiennes et certains archétypes byzantins, la volumétrie du drapé, traitée avec une grande attention, donne au tissu plissé et noué une épaisseur et une pesanteur qui concourent à accentuer l’aspect d’abandon du personnage, et par conséquent le pathos de l’ensemble.

## Attributions
Le peintre anonyme s’est vu attribuer le nom conventionnel de « Maître de la Chapelle Dotto » (Maestro della Cappella Dotto) par l'historien de l'art Miklós Boskovits, mais ce nom est problématique dans la mesure où l’attribution au même peintre des fresques de la chapelle Dotto, située dans l’église des Eremitani de Padoue, a été remise en cause depuis. La chercheuse Chiara Guerzi, en 2007, a ajouté au corpus du maître une croix processionnelle biface de la collection Cagnola, et porté à sept le nombre des petits panneaux dispersés issus d’un polyptyque qui lui sont attribués ; plusieurs d'entre eux avaient été par le passé considérés comme des productions de Cimabue.
L’attribution la plus proche, d’un point de vue stylistique et iconographique, est la croix de l’église franciscaine Santa Maria Gloriosa dei Frari, à Venise. L’œuvre, découverte en 1992 sous un repeint du XIXe siècle, consiste en un crucifix peint probablement de même type et de même fonction ; elle a été considérée par Clara Santini comme exécutée par le même artiste, ultérieurement à la croix de Sant’Eustorgio selon Chiara Guerzi, donc à la fin du XIIIe  ou au début du  XIVe siècle. Cette attribution renforce l’hypothèse d’une origine ou d’une formation vénitienne du peintre. Une telle provenance aurait le mérite d'expliquer la présence de caractères byzantins très marqués dans le crucifix milanais : Venise constituait au Moyen Âge une interface entre le monde grec et l'Occident, en raison d'une histoire longtemps liée à l'Empire romain d'Orient. Ce lien est renouvelé au XIIIe siècle du fait du rôle prépondérant de Venise dans le commerce méditerranéen et de son implantation dans plusieurs îles grecques importantes, notamment la Crète et Chypre, à la suite de la IVe croisade et de la prise de Constantinople en 1204. Le peintre pourrait être ainsi soit un Grec installé un temps à Venise, soit un Vénitien formé auprès de maîtres d'origine grecque.
Bien qu’aucun crucifix peint de Vénétie hormis celui des Frari ne soit actuellement attribué au même maître, les auteurs ayant étudié la croix de Sant’Eustorgio soulignent sa cohérence visuelle, d’un point de vue tant stylistique qu’iconographique, avec le corpus des croix peintes issues de Venise et sa région. Cette tradition picturale trouve son aboutissement et son dépassement vers le milieu du XIVe siècle dans la production de Paolo Veneziano, dont le style intègre à la tradition vénitienne certaines innovations issues du giottisme. Selon les datations et les attributions évoquées ci-dessus, le crucifix peint de Sant’Eustorgio à Milan serait donc l'un des premiers archétypes connus de ce style lagunaire, qui trouve également des déclinaisons en Dalmatie (actuelle Croatie) aux XIIIe et XIVe siècles.

## Commanditaire(s)
Les individus et/ou institutions à l’origine de la commande, du programme et du financement de la croix peinte de Sant’Eustorgio demeurent pour l'essentiel inconnus. Bien que l’implication des frères dominicains du couvent de Sant’Eustorgio ne fasse aucun doute, étant donné la localisation de l’artefact et la mention par le chroniqueur G. Fiamma d’un « fra » Gabriel Cremonensis lui-même vraisemblablement dominicain, le degré de leur engagement et leurs éventuels partenaires lors de cette commande restent des sujets de spéculation. Stella Matalon a ainsi postulé l’implication possible des premiers Visconti : Otton Visconti était en effet archevêque et seigneur de Milan depuis plus de dix ans au moment de l’entrée de la croix dans l’église, et son petit-neveu Matteo (Mathieu), lui-même pressenti pour prendre sa succession, semble par la suite très lié au couvent dominicain.
Concernant les dominicains milanais, il n’est pas exclu que d’autres commandes de croix peintes prestigieuses aient pu contribuer à une émulation entre les couvents des ordres mendiants, voire au sein même de l’ordre dominicain : Giunta Pisano réalise un crucifix peint pour les franciscains à Saint-François d'Assise dès 1236, puis dans les années 1250 pour les dominicains de Bologne ; Cimabue fait de même à Arezzo à nouveau pour les Frères Prêcheurs vers 1270, puis pour les franciscains de Santa Croce, à Florence, quelques années plus tard. Il faut y ajouter le grand crucifix réalisé par Giotto, pour Santa Maria Novella, prestigieuse église dominicaine de Florence, dans les années 1290. La croix peinte de Sant’Eustorgio, l’un des édifices dominicains les plus importants de Lombardie, en outre siège de l’inquisition milanaise, pourrait donc s’inscrire dans ce contexte de compétition artistique entre les grands couvents d’Italie. Il est d’ailleurs possible d’y ajouter, toujours vers la fin du XIIIe siècle, la croix peinte par la même main pour Santa Maria Gloriosa dei Frari, église vénitienne attachée à un couvent franciscain de première importance.